# Bandhagen (metropolitana di Stoccolma)
Bandhagen è una stazione della metropolitana di Stoccolma.
Situata presso l'omonimo quartiere, a sua volta incluso all'interno della circoscrizione di Enskede-Årsta-Vantör, la fermata è posizionata sul percorso della linea verde T19 della rete metroviaria locale tra le stazioni Stureby e Högdalen.
La sua apertura ufficiale ebbe luogo il 22 novembre 1954, così come avvenne per l'adiacente stazione di Högdalen.
La piattaforma è collocata in superficie, sopra un cavalcavia che incrocia perpendicolarmente la strada Trollesundsvägen. L'ingresso si affaccia invece sulla piazza Bandhagsplan. Progettata dall'architetto Magnus Ahlgren, la stazione presenta contributi artistici dello scultore Freddy Fraek.
Il suo utilizzo medio quotidiano durante un normale giorno feriale è pari a 3.200 persone circa.

## Tempi di percorrenza
| Linea | Capolinea       | Tempo  | Stazione                                                  | Tempo                                    |
| T19   | Hagsätra        | 6 min  | Gullmarsplan Slussen Gamla stan T-Centralen Alvik Åkeshov | 9 min 13 min 14 min 18 min 31 min 38 min |
| T19   | Hässelby strand | 50 min | Gullmarsplan Slussen Gamla stan T-Centralen Alvik Åkeshov | 9 min 13 min 14 min 18 min 31 min 38 min |